# 聖博義教堂
聖博義教堂（德語：St. Bonifatius）是位於德國黑森州首府威斯巴登的一座天主教教堂。教堂由菲利普霍夫曼設計，為哥特復興式風格。修建於1844年至1849年期間，雙塔高68米。教堂由天主教林堡教區管轄。

## 外部連結

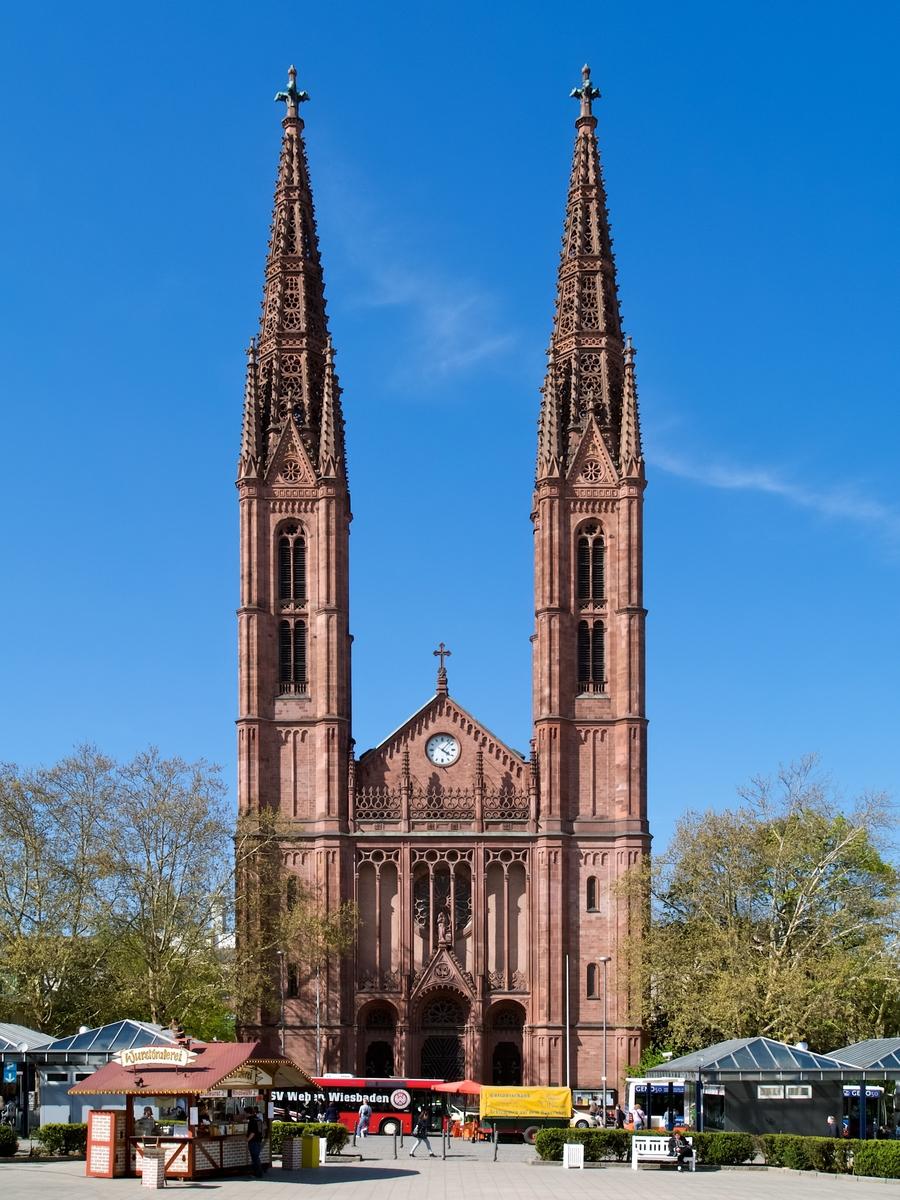
聖博義教堂

- St. Bonifatius, Wiesbaden （页面存档备份，存于） website (in German)
- Kirchenmusik in St. Bonifatius Wiesbaden （页面存档备份，存于） church music (in German)
- St. Boniface's （页面存档备份，存于） on the Wiesbaden website